# UTC+08:00

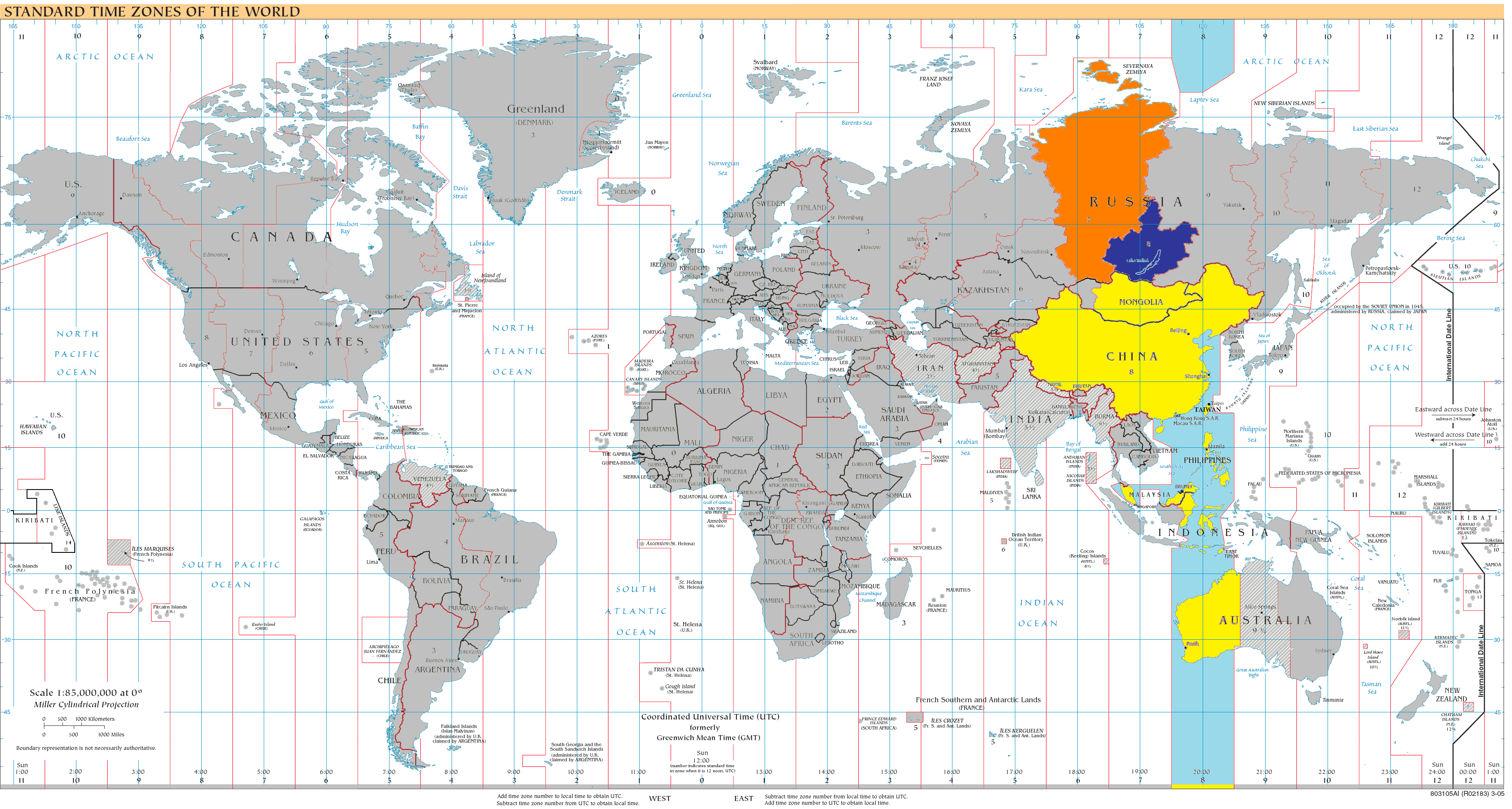
území, kde čas UTC+8 platí celoročně
území, kde čas UTC+8 platí sezónně v zimním období
území, kde čas UTC+9 platí sezónně v letním období
území, kde čas UTC+8 neplatí
mořské plochy spadající do pásma UTC+8
mořské plochy nespadající do pásma UTC+8
Poznámka: Stav k roku 2008

UTC+08:00 je zkratka a identifikátor časového posunu o +8 hodin oproti koordinovanému světovému času. Tato zkratka je všeobecně užívána.
Existují i jiné zápisy se stejným významem:
- UTC+8 — zjednodušený zápis odvozený od základního[1]
- H — jednopísmenné označení používané námořníky, které lze pomocí hláskovací tabulky převést na jednoslovný název (Hotel).[2]

Zkratka se často chápe ve významu časového pásma s tímto časovým posunem. Odpovídajícím řídícím poledníkem je pro tento čas 120° východní délky, čemuž odpovídá teoretický rozsah pásma mezi 112°30′ a 127°30′ východní délky.

## Jiná pojmenování
| zkratka | česky               | anglicky                         | poznámka                     | odkaz  |
| AWST    | -                   | Australian Western Standard Time | viz časová pásma v Austrálii | [ 4 ]  |
| BNT     | -                   | Brunei Darussalam Time           |                              | [ 5 ]  |
| CAST    | -                   | Casey Time                       | viz časová pásma v Austrálii | [ 6 ]  |
| CHOT    | -                   | Choibalsan Time                  | historicky definované pásmo  | [ 7 ]  |
| CST     | -                   | China Standard Time              |                              | [ 8 ]  |
| HKT     | -                   | Hong Kong Time                   |                              | [ 9 ]  |
| HOVST   | -                   | Hovd Summer Time                 | neaplikuje se                | [ 10 ] |
| IRKT    | irkutský čas        | Irkutsk Time                     | viz časová pásma v Rusku     | [ 11 ] |
| KRAST   | -                   | Krasnoyarsk Summer Time          | neaplikuje se                | [ 12 ] |
| MYT     | -                   | Malaysia Time                    |                              | [ 13 ] |
| PHT     | -                   | Philippine Time                  |                              | [ 14 ] |
| SGT     | -                   | Singapore Time                   |                              | [ 15 ] |
| ULAT    | -                   | Ulaanbaatar Time                 | viz časová pásma v Mongolsku | [ 16 ] |
| WITA    | středoindonéský čas | Central Indonesian Time          | viz časová pásma v Indonésii | [ 17 ] |

## Úředně stanovený čas
Čas UTC+08:00 je používán na následujících územích, přičemž standardním časem se míní čas definovaný na daném území jako základní, od jehož definice se odvíjí sezónní změna času.

### Celoročně platný čas
- Austrálie — standardní čas platný na části území (Západní Austrálie)
- Brunej — standardní čas platný v tomto státě
- Čína — standardní čas platný v tomto státě[p 6]
- Filipíny — standardní čas platný v tomto státě
- Indonésie — standardní čas na části území (provincie Bali, Gorontalo, Jihovýchodní Sulawesi, Jižní Kalimantan, Jižní Sulawesi, Nusantara, Severní Kalimantan, Severní Sulawesi, Střední Sulawesi, Východní Kalimantan, Východní Nusa Tenggara, Západní Nusa Tenggara a Západní Sulawesi)
- Malajsie — standardní čas platný v tomto státě
- Mongolsko — standardní čas platný na většině území[p 7]
- Rusko — standardní čas platný na části území (Burjatsko, Irkutská oblast)
- Singapur — standardní čas platný v tomto státě
- Tchaj-wan — standardní čas platný v tomto státě

### Sezónně platný čas
- Antarktická základna Casey — standardní čas platný[p 8] na této základně[6]

## Neoficiální čas
Čas UTC+08:00 se nepoužívá v Jižní Austrálii v obcích Caiguna, Madura, Mundrabilla a Eucla; místo něj zde neoficiálně platí tzv. středozápadní standardní čas (Central Western Standard Time — CWST) UTC+08:45. Jedná se o kompromis mezi západním a centrálním časem a hranice tohoto pásma jsou jasně označeny.